# Беляев, Юрий Александрович
Юрий Александрович Беляев (10 декабря 1956, Ленинград, СССР — 18 марта 2020, Санкт-Петербург) — российский политик, походный атаман Союза казаков России и Зарубежья.

## Биография
Окончил среднюю школу, после окончания технического училища работал на заводе «Красная Заря» регулировщиком радиоаппаратуры.
С 1975 по 1977 проходил службу в армии на территории Польши.
После армии работал во ВНИИ «Электронмаш», откуда в 1982 году был но переводу направлен на службу в Уголовный розыск Ленинграда. Окончил вечерние отделение Ленинградского института инженеров железнодорожного транспорта. С 1984 года работал в Управлении уголовного розыска. Последняя должность — оперуполномоченный по особо важным делам. Известен массированными рейдами против кавказской и цыганской наркомафии. Имеет награды.
В 1990 году был избран депутатом Ленсовета. В 1992—1993 гг. участвовал в боевых действиях на территории Боснии, был организатором отрядов сербских добровольцев.
В 1993 году увольняется из органов внутренних дел и переходит на профессиональную политическую работу. 6 декабря 1994 года возле дома № 18 по улице Пионерстроя киллер Великолукской организованной преступной группировка Валерий Гаврисенко расстрелял Беляева и двух его охранников казаков, Андрея Кошелева и Дмитрия Алова. Двое последних погибли, а Беляев был тяжело ранен.
В 1996 выдвинут кандидатом в губернаторы Санкт-Петербурга, но в середине февраля был привлечён к суду за разжигание национальной розни и организацию массовых беспорядков. Следствие пыталось выдвинуть обвинение в причастности Юрия Беляева к покушению на президента России Бориса Ельцина. Обвинение в покушении было отклонено судом за недоказанностью. К тому же, на суде общественный обвинитель от газеты «Смена» требовал привлечения Юрия Беляева к ответственности за «преступления против человечности» во время боевых действий на территории Боснии. Обвинитель утверждал, что Юрий Беляев лично замучил и убил 64 боснийских мусульманина. Суд привлёк широкое участие национально-патриотической общественности, политических деятелей и духовенства. Во многом благодаря давлению националистов, суд вынес приговор: 1 год лишения свободы условно, и тут же в зале суда Юрий Беляев был амнистирован в честь «50-летия победы над фашистской Германией».
В 2001 году создает Партию свободы. Написал книгу «Так победим».
В 2008 году в отношении Юрия Беляева было возбуждено уголовное дело по статье 282 УК РФ за разжигание межнациональной розни.
В 2014 вступил добровольцем в народное ополчение самопровозглашенной Луганской Народной Республики, служил в ГБР «Бэтмена». Писатель Дмитрий Запольский обвинял Беляева в соучастии в убийстве полевого командира Александра Беднова, а также в ряде убийств, совершённых ранее в Санкт-Петербурге. Был внесён в базу сайта «Миротворец».
Затем работал военкором Антрацитовского казачьего телеканала АР-тв.
18 марта 2020 на 64-м году жизни скончался.